# Mycetophila ornatipennis
Mycetophila ornatipennis är en tvåvingeart som beskrevs av Blanchard 1852. Mycetophila ornatipennis ingår i släktet Mycetophila och familjen svampmyggor. Inga underarter finns listade i Catalogue of Life.